# Jean-Baptiste Le Prince
Jean-Baptiste Nicolas Le Prince (Metz, 17 de septiembre de 1734 – Saint-Denis-du-Port, 30 de septiembre de 1781) fue un pintor y grabador francés de estilo rococó. Se le considera el pionero —y acaso inventor— de la técnica de la aguatinta, que luego practicaron Goya, Thomas Rowlandson y Delacroix, entre otros.

## Vida y carrera

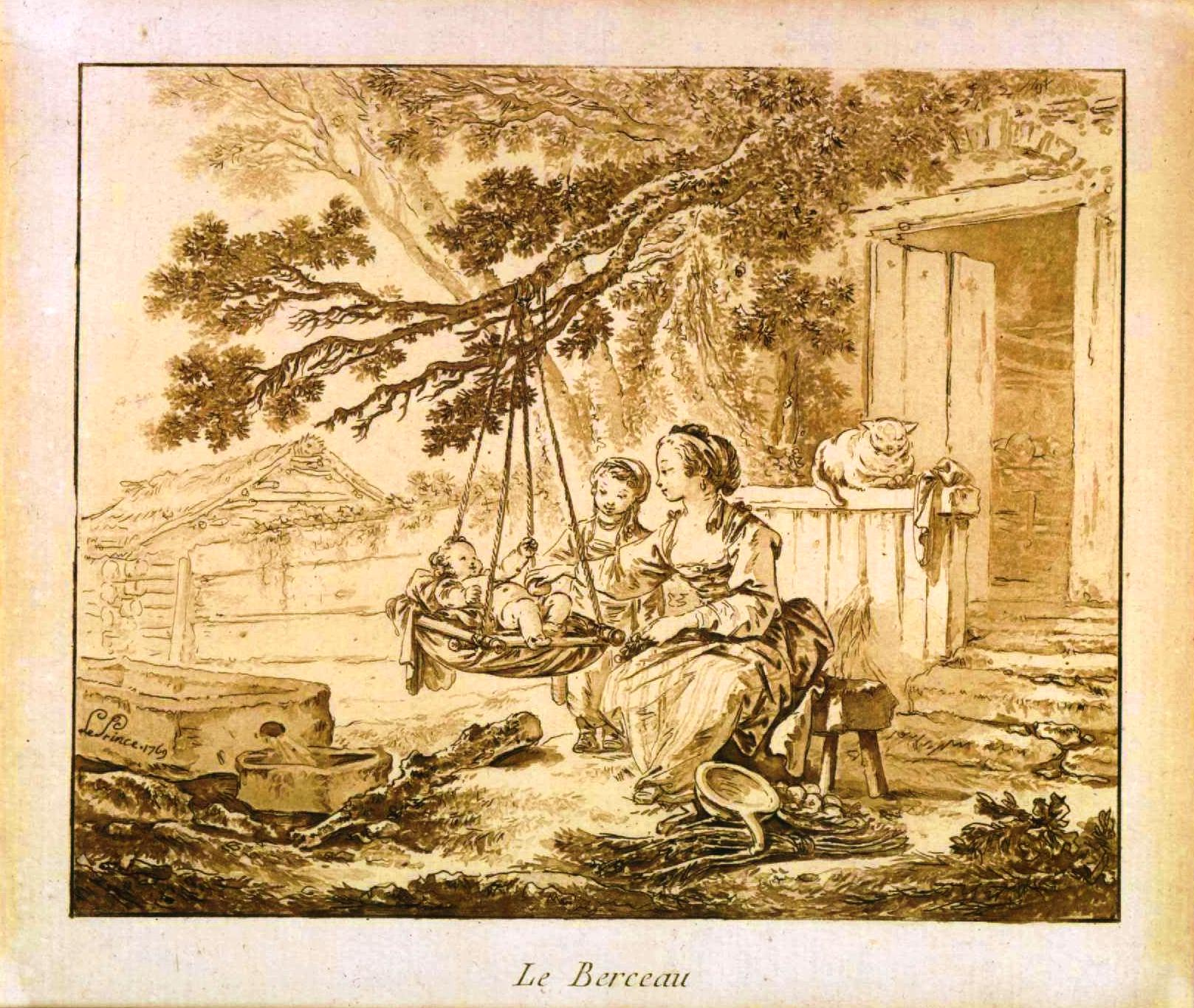
Le Berceau, grabado a la aguatinta de Jean-Baptiste Le Prince.

Nació en Metz (Francia) el seno de una familia de artesanos especializados en la escultura decorativa y el dorado. Inició su formación en Metz, y hacia 1750 se instaló en París y se hizo discípulo de François Boucher, gracias a la protección del mariscal de Belle-Isle, gobernador de Metz. El estilo de Boucher, de pincelada saturada, superficies muy terminadas y poderoso dibujo, le influyó.
En 1758 viajó a San Petersburgo (Rusia) para trabajar al servicio de Catalina la Grande en el Palacio Imperial (actual Museo del Ermitage). Permaneció allí cinco años, con viajes a Finlandia, Lituania y Siberia. Plasmó todo lo que vio en múltiples dibujos, que ya de vuelta en París utilizaría para producir grabados y pinturas. Constituyen un valioso testimonio de aquellas tierras remotas, más veraz que las obras de otros artistas que se inspiraban en testimonios indirectos. Le Prince regresó a su país en 1763, y dos años después fue hecho miembro de la Real Academia de Pintura y Escultura.
En cuanto a estilo, Le Prince se distanció un tanto del rococó más opulento y desmedido de Boucher, y se movió habitualmente en formatos reducidos. Cultivó el paisaje y los trabajos de género, inspirándose en el barroco flamenco y holandés. No es conocido por grandes composiciones de tema histórico ni por mitologías picantes como las de Boucher, sino por escenas anecdóticas, visiones optimistas de la vida cotidiana destinadas al coleccionismo de la época.
Le Prince puede recordar a Watteau en algunos aspectos, pero se inclina más por lo pintoresco y no entra en grandes profundidades emocionales. Se limita a desarrollar unos pocos temas, y en cierta manera recupera el tipo de producción especializada y solvente de los holandeses y flamencos del siglo anterior. Su carrera se desarrolló en paralelo a la de Fragonard, poco antes de que el naciente neoclasicismo barriese el rococó. Se supone que algunos grabados suyos llegaron a España muy pronto y que influyeron en artistas locales como Luis Paret.
- Datos: Q562013
- Multimedia: Jean-Baptiste Le Prince / Q562013